# Покры
По́кры (бел. Покры) — деревня в Брестском районе Брестской области Белоруссии. Входит в состав Чернавчицкого сельсовета. Население — 164 человека (2019).

## География
Деревня Покры расположена в 17 км к северу от центра города Брест и в 7 км к северо-западу от центра сельсовета, агрогородка Чернавчицы. Местность принадлежит бассейну Вислы, деревня стоит на левом берегу реки Лесная. Местные дороги ведут в Чернавчицы и Холмичи. В 10 километрах от деревни находится ж/д платформа Большие Мотыкалы (линия Белосток — Брест).

## История
В 1739 году построена деревянная Покровская униатская церковь, сохранившаяся до наших дней.
После третьего раздела Речи Посполитой (1795) в составе Российской империи, с 1801 года — в Гродненской губернии.
В 1840 году была перестроена церковь, ставшая православной. По материалам ревизии 1858 года — село Брестского уезда в составе имения Демянчицы, которым владела госпожа Бояровская. В 1886 году — 17 дворов. Действовало народное училище, работала церковно-приходская школа.
В 1890 году село — центр сельского общества, которому принадлежало 333,5 десятин земли; церковь имела ещё 48 десятин. По переписи 1897 года — село Турнянской волости Брестского уезда, 38 дворов, хлебозапасный магазин.
В Первую мировую войну с 1915 года деревня оккупирована германскими войсками. Согласно Рижскому мирному договору (1921) вошла в состав межвоенной Польши, где принадлежала гмине Турна Брестского повета Полесского воеводства. В 1921 году деревня насчитывала 7 дворов.
С 1939 года в составе БССР, в 1940 году — 60 дворов, больше половины из которых сожжено в Великую Отечественную войну.
В феврале 1949 года образован колхоз «Советская Армия», в который вступили 43 хозяйства из 54. В 1951 году этот колхоз включил в себя колхозы деревень Блювиничи и Холмичи, в 1954—64 годах и с 1980 года входит в состав колхоза «Искра» деревни Чернавчицы.

## Население
На 1 января 2018 года насчитывалось 179 жителей в 65 домохозяйствах, из них 34 младше трудоспособного возраста, 108 — в трудоспособном возрасте и 37 — старше трудоспособного возраста.

## Инфраструктура
Имеются фельдшерско-акушерский пункт, магазин, сельский клуб с библиотекой, кладбище. Действует молочно-товарная ферма ОАО «Чернавчицы», реконструированная в 2005 году. До недавнего времени работало почтовое отделение, заменённое передвижным отделением почтовой связи.

## Достопримечательности
- Покровская церковь. Построена в 1739 году, перестраивалась в XIX веке. Включена в Государственный список историко-культурных ценностей Республики Беларусь[9]  Историко-культурная ценность Республики Беларусь, шифр 112Г000101
- Городище с курганным могильником в 2 км к югу от деревни, на правом берегу реки Лесная. Городище датируется XI—XIII веками[3]

## Галерея

Свято-Покровская церковь
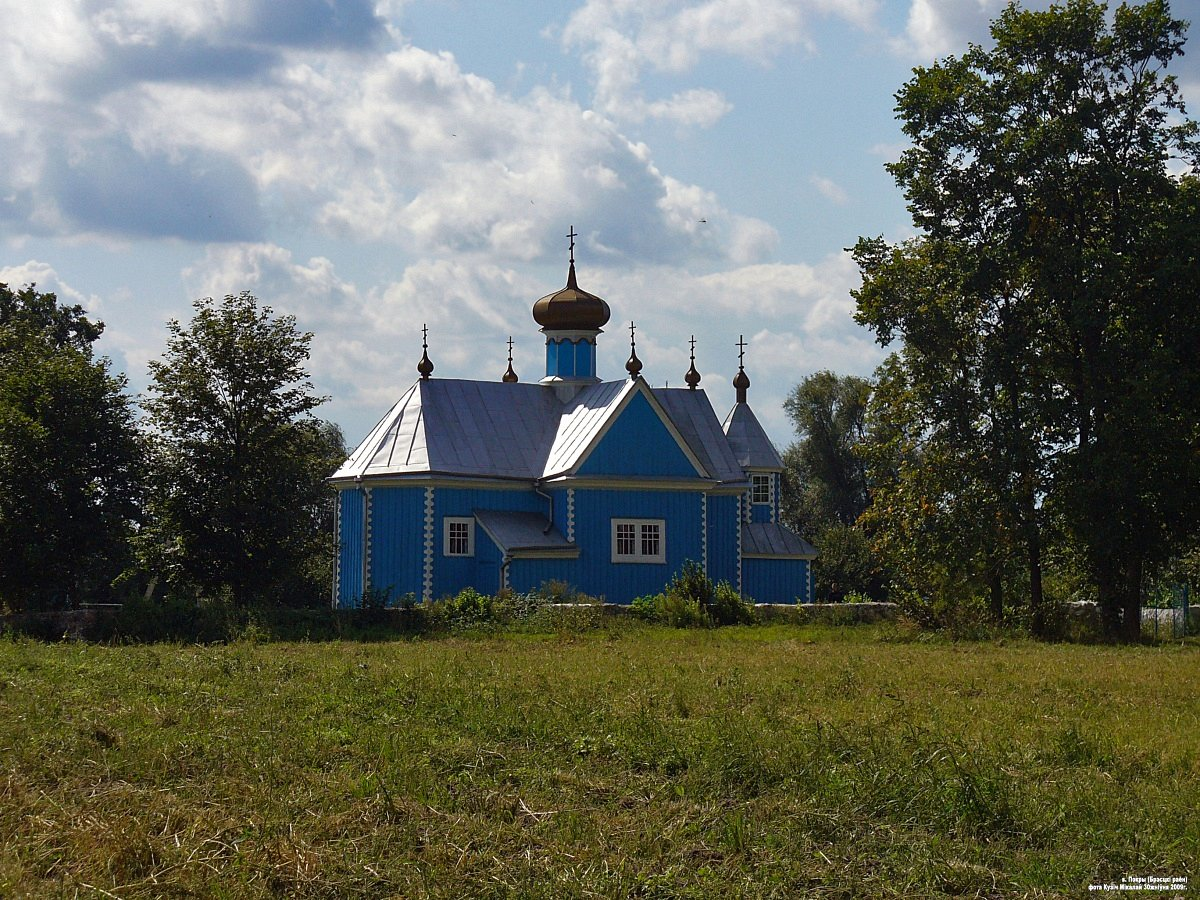
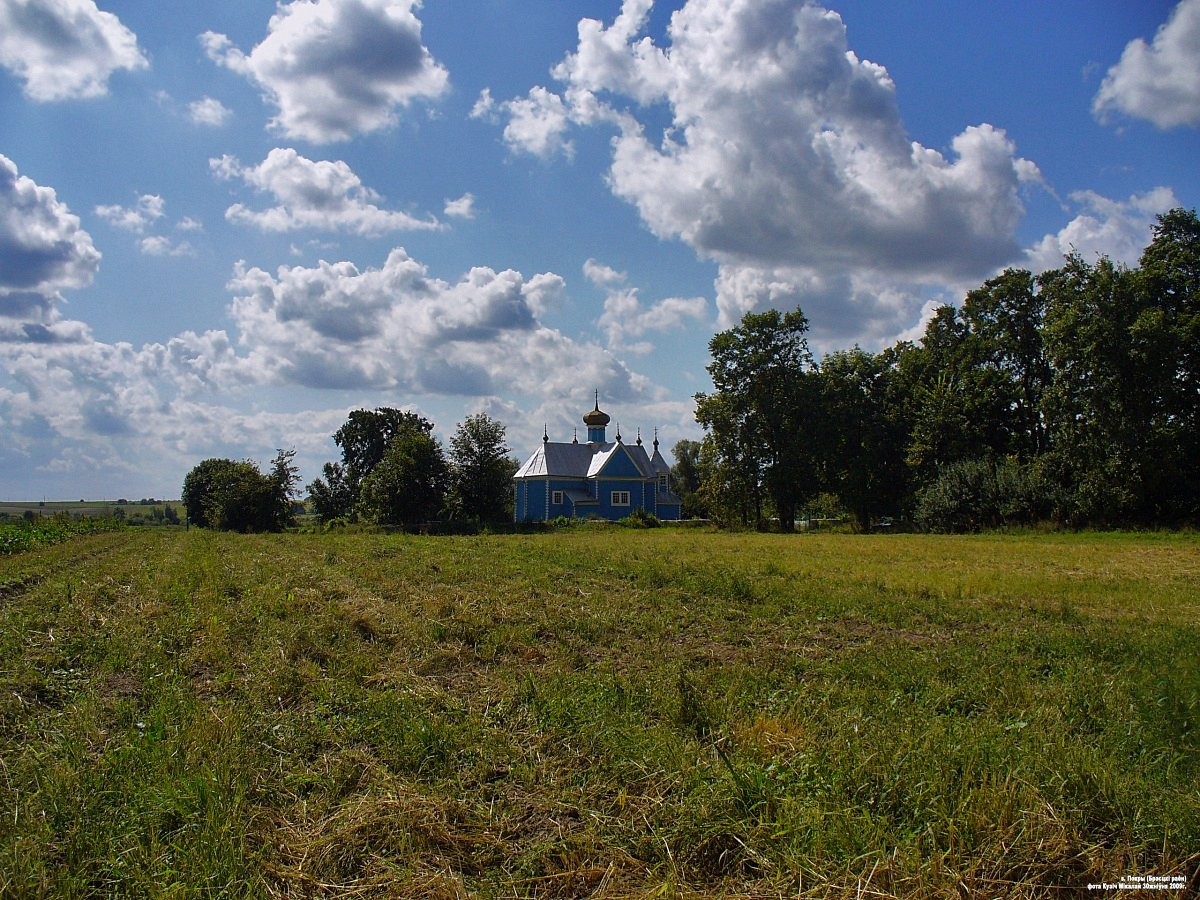
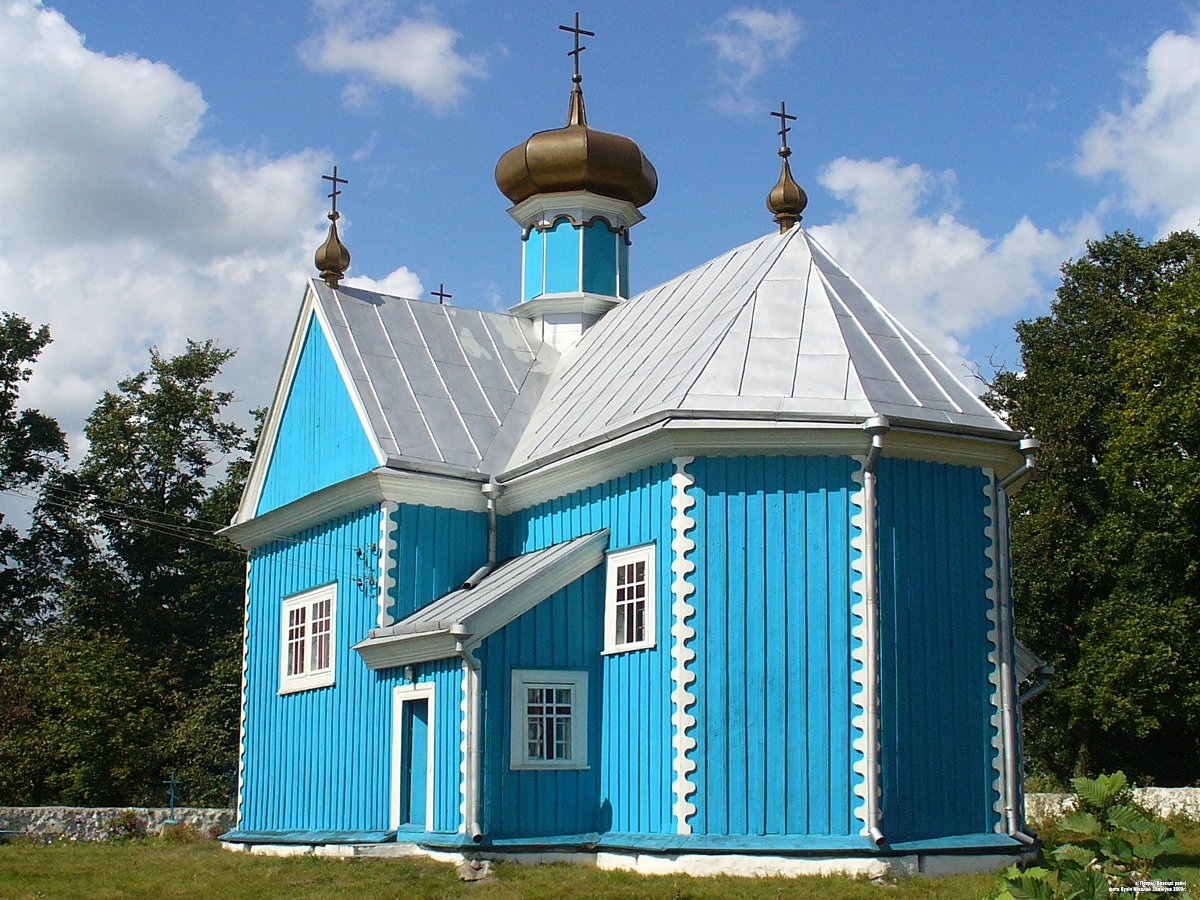
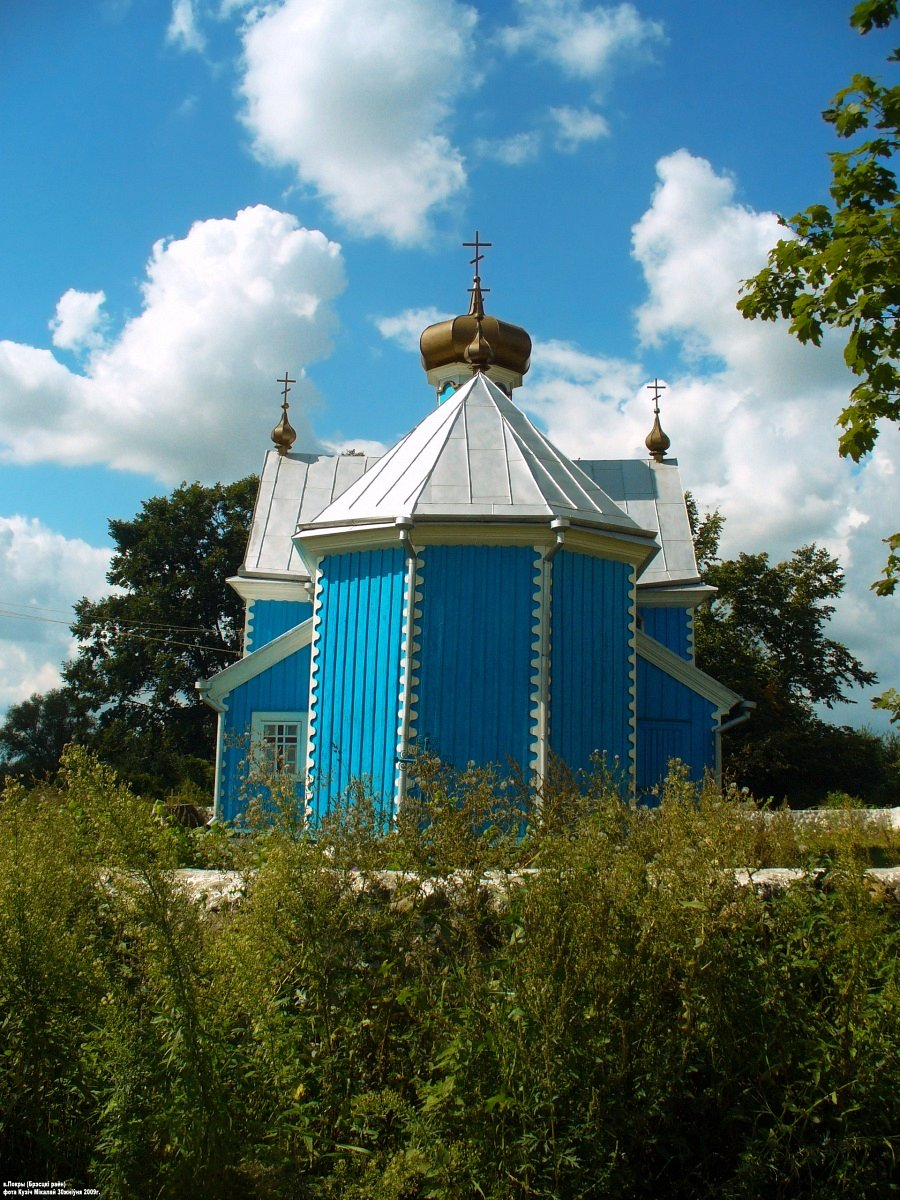
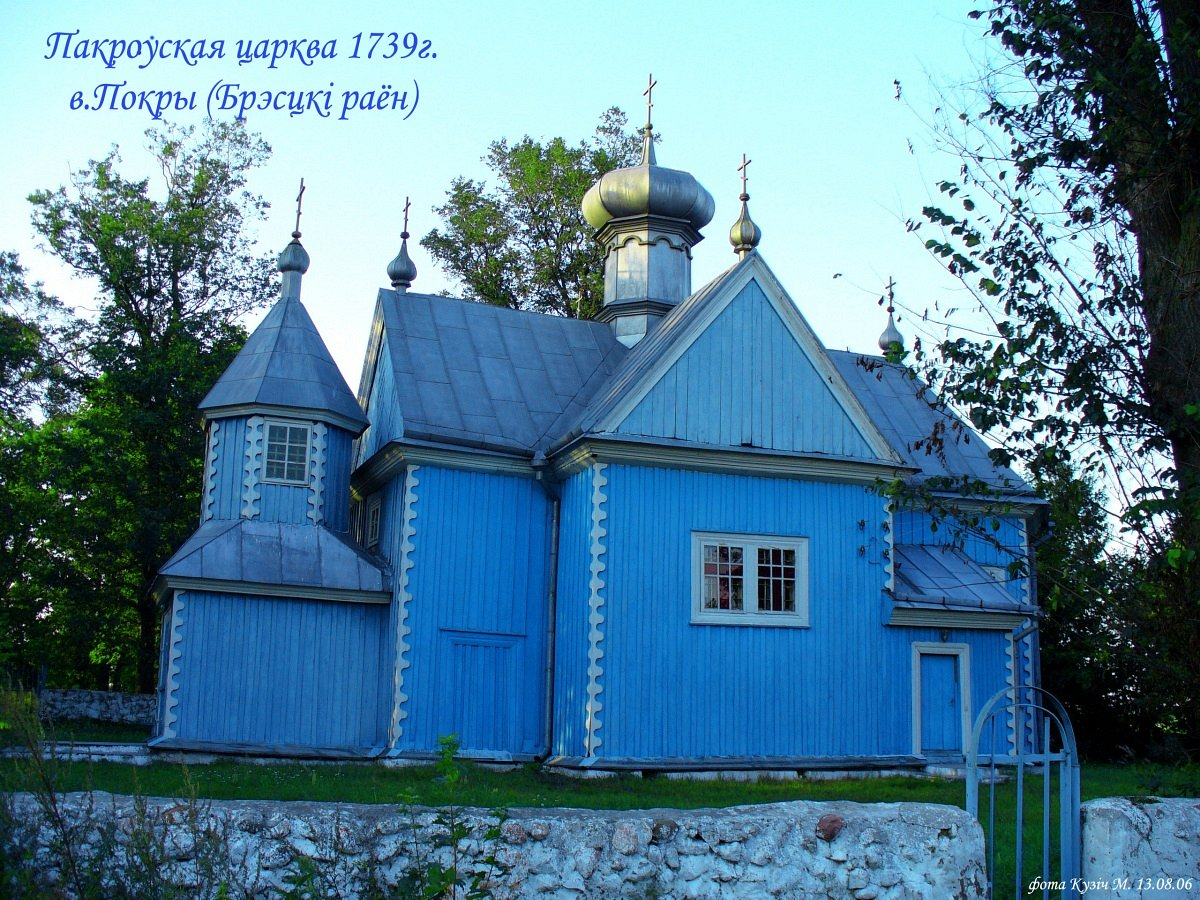